# Kastellholmen

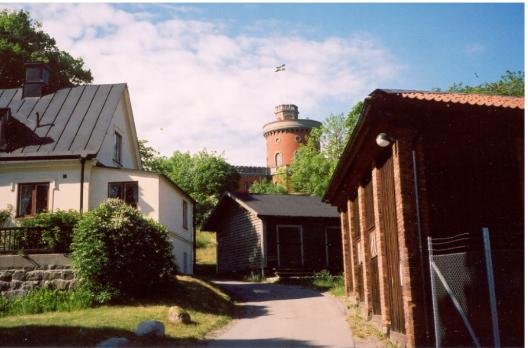
Kastellholmen.

Kastellholmen ("El Islote del Castillo") es una pequeña isla situada al centro de Estocolmo, en Suecia. Está conectada por un puente a la isla de Skeppsholmen, y tiene una superficie de 3,1 hectáreas. Sobre la isla se encuentra un pequeño castillo, que se construyó entre 1846 y 1848 sobre planes del arquitecto Fredrik Blom, con el fin de sustituir al castillo construido en 1667 por el arquitecto Erik Dahlbergh, y que estalló en 1845. Antes de tomar su nombre actual hacia 1720, se le nombró Notholmen, Lilla Beckholmen y Skansholmen ("islote del bastión"). 
- Datos: Q1065669
- Multimedia: Kastellholmen / Q1065669